# Marc Clotet

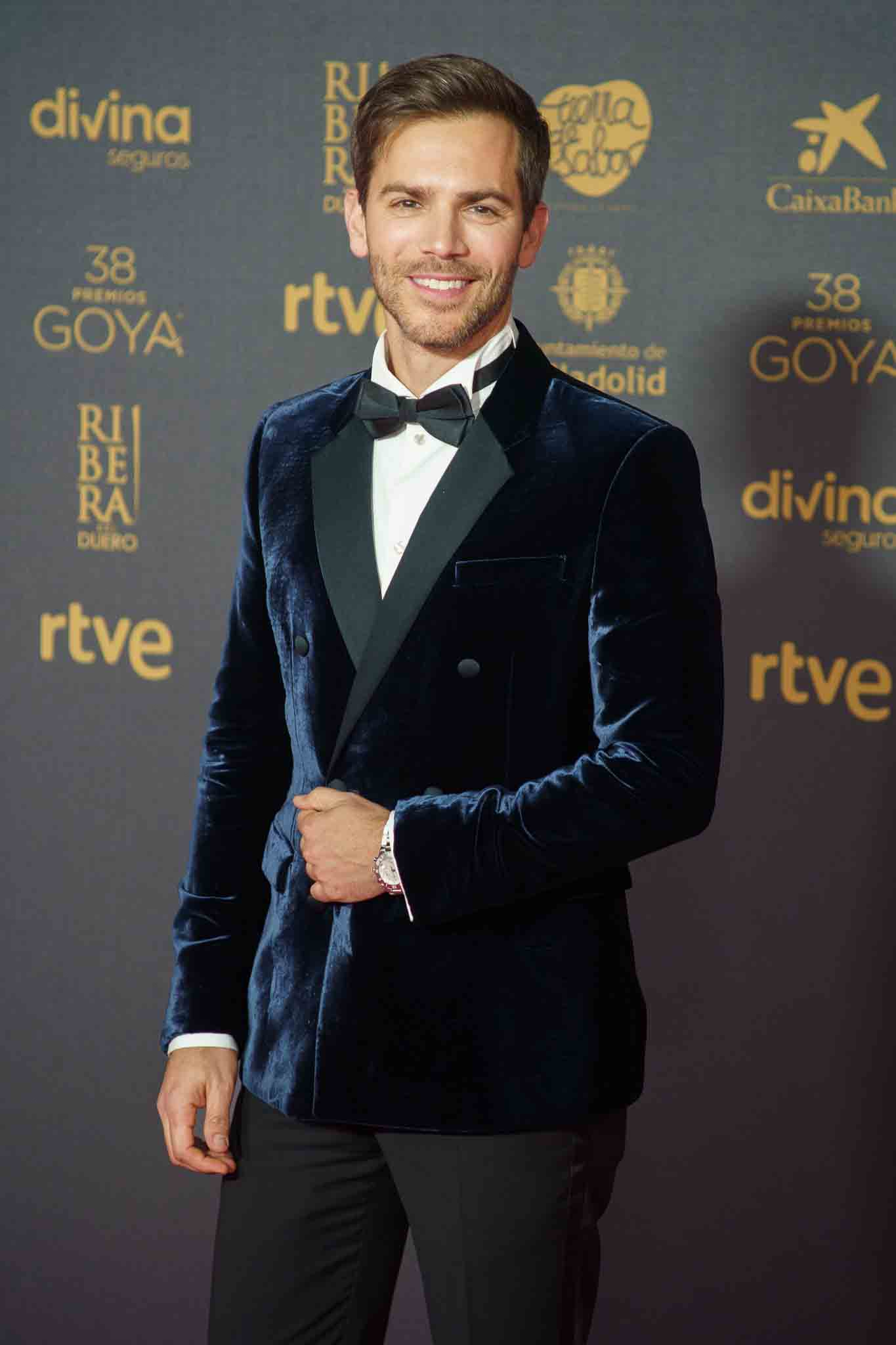
Marc Clotet (2024)

Marc Clotet i Fresquet (* 29. April 1980 in Barcelona) ist ein spanischer Schauspieler und Model.

## Leben und Karriere
Clotet wurde in Barcelona geboren. Seine Schwester Aina Clotet ist ebenfalls eine Schauspielerin. Er begann seine Karriere als Model und arbeitete für verschiedene Publikationen, darunter das spanische Magazin "Showdown".
Sein Schauspieldebüt gab er 1997 in der Fernsehserie Tocao del ala. Seinen Durchbruch erzielte er mit der Rolle des Pau Montaner in der Fernsehserie El Comisario. Anschließend spielte er 2009 in Física o Química mit. Außerdem war er in dem Film La voz dormida zu sehen. Für seine Rolle wurde er als Bester Nachwuchsdarsteller bei den Goya-Auszeichnung nominiert. 2020 trat er in der Serie Poskad dari Alhambra auf.
Clotet war von 2011 bis 2013 mit der Schauspielerin Ana de Armas verheiratet. Seit 2013 ist er mit der Schauspielerin Natalia Sánchez liiert; das Paar hat zwei Kinder.

## Filmografie

### Filme
- 2011: La voz dormida
- 2012: Gernika bajo las bombas
- 2013: La Estrella
- 2017: El jugador de ajedrez

### Serien
- 1997: Tocao del ala
- 2007–2009: El cor de la ciutat
- 2008–2009: El comisario
- 2009–2011: Física o química
- 2016: El Caso. Crónica de sucesos
- 2017: Tiempos de guerra
- 2019: Por amar sin ley
- 2020: Poskad dari Alhambra

### Sendungen
- 2024: Junior Eurovision Song Contest